# 218692 Leesnyder
218692 Leesnyder è un asteroide della fascia principale. Scoperto nel 2005, presenta un'orbita caratterizzata da un semiasse maggiore pari a 2,6678371 UA e da un'eccentricità di 0,1493009, inclinata di 13,89173° rispetto all'eclittica.
L'asteroide è dedicato all'astronomo statunitense LeRoy F. Snyder.